# Speen (zuigfles)

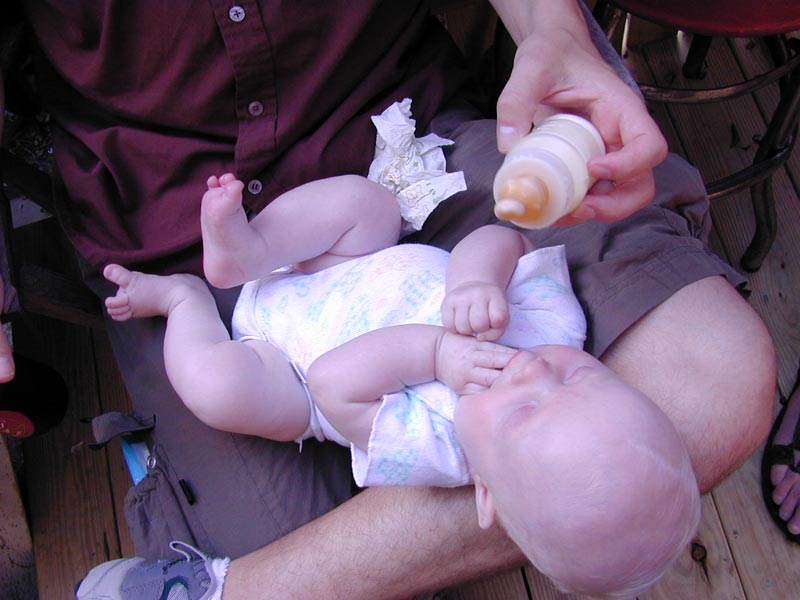
Een baby te drinken uit een fles met een speen

Een speen dient als afsluiting van een zuigfles, met een gaatje erin zodat een baby vloeistof kan drinken door aan de speen te zuigen. Een speen is een nabootsing van een tepel.
Spenen zijn gemaakt van latex of van siliconenrubber (kunststof). Er zijn vele soorten spenen. Het is een kwestie van uitproberen welke speen de beste voor een baby is. De twee bekendste modellen zijn het kersmodel, een rechte speen met ronde top en de dental speen, die een platte kop heeft en schuin omhoog wijst. Het aantal gaatjes in de speen en de grootte van de gaatjes zijn afhankelijk van de leeftijd van de baby, de zuigkracht van de baby en het soort voeding in de fles.
De rubberen speen is in 1845 in de Verenigde Staten uitgevonden. Voor die tijd gebruikte men spenen gemaakt van stof, spons of zeemleer.